# 앤서니 베넷
앤서니 해리스 베넷(영어: Anthony Harris Bennett, 1993년 3월 14일 ~ )은 캐나다의 농구 선수이자 미국 프로 농구 토론토 랩터스 선수이다.